# Eugene Fields
Eugene Fields (* um 1910; † nach 1950) war ein US-amerikanischer Jazzgitarrist.

## Leben und Wirken
Eugene Fields, der linkshändig Gitarre spielte, war Ende der 1930er-Jahre in New York Mitglied im Orchester James P. Johnson, mit dem erste Aufnahmen entstehen. In den 1940er-Jahren arbeitete er u. a. mit Red Allen, Mildred Bailey, Bea Wain und dem Geiger Eddie South, in dessen Gruppe er 1941 an einer Jam-Session in der Carnegie Hall (Café Society Concert) mitwirkte. 1941 war er an einer V-Disc-Session mit dem Vokalensemble The Charioteers, begleitet von James Sherman (Piano), Billy Taylor (Bass) und Jimmy Hoskins (Schlagzeug) beteiligt; 1943 trat er mit einem eigenen Trio in Newark auf. Nach Kriegsende begleitete er als Mitglied des Ellis Larkins Orchestra die Sängerin Ann Hathaway; 1947 folgten Trioaufnahmen mit Ellis Larkins und dem Bassisten Beverly A. Peer für Majestic Records. Im Bereich des Jazz war er zwischen 1939 und 1950 an acht Aufnahmesessions beteiligt, zuletzt mit dem Sänger und Schlagzeuger Tom Fletcher für Decca.
Er ist nicht mit dem gleichnamigen Trompeter zu verwechseln, der in dieser Zeit u. a. bei Coleman Hawkins spielte.